# Luise Hoffmann
Luise Hoffmann (8 de julho de 1910 - 27 de novembro de 1935) foi uma aviadora alemã. Ela foi a primeira mulher piloto de teste na Alemanha e, possivelmente, na Europa.

## Biografia
Hoffmann nasceu em Gelsenkirchen, Alemanha, e começou a aprender a voar aos 17 anos. Quando ela tinha 19 anos, realizava acrobacias com o seu próprio biplano em demonstrações aéreas.
Hoffmann trabalhou como piloto de teste para a empresa Bücker Flugzeugbau. Ela realizou voos de teste da aeronave Bücker 131 Jungmann recém-construída e também demonstrou aeronaves Bücker no exterior. Em 1935, ela foi a primeira piloto a pilotar o protótipo da aeronave monoposto de acrobacia e treinamento Bücker 133 Jungmeister.
A 2 de novembro de 1935 estava a regressar de voos de demonstração na Turquia e na Grécia quando a sua aeronave se deparou com mau tempo perto de Viena. Caiu e sofreu queimaduras graves, tendo morrido devido aos ferimentos.